# Ulica Ignacego Krasickiego w Olsztynie
Ulica Krasickiego w Olsztynie, wchodzi w skład jednego z ważniejszych ciągów komunikacyjnych miasta. Ciąg ten jest jednym z dwóch umożliwiających mieszkańcom osiedli Jaroty, Pieczewo i Nagórki dotarcie do centrum Olsztyna. Ulica Krasickiego rozciąga się od skrzyżowania z ulicą Kubusia Puchatka do skrzyżowania z ulicą Synów Pułku. Ulica ta krzyżuje się m.in. z ulicą Wilczyńskiego.

## Obiekty
Przy ulicy Krasickiego znajdują się m.in.:
- Hipermarket Carrefour
- V Liceum Ogólnokształcące im. Wspólnej Europy

## Komunikacja
Ulicą Krasickiego biegną trasy 11 linii komunikacyjnych (w tym jednej nocnej). Są to linie numer 113, 117, 120, 121, 126, 127, 141, 205, 303, 307 oraz N01.
Przy ulicy Krasickiego znajduje się 12 przystanków autobusowych: 7 przystanków umieszczonych jest w kierunku północnym, 5 w kierunku południowym.

## Dane drogi
Ulica Krasickiego jest drogą dwujezdniową, przedzieloną pasem zieleni, posiadającą po dwa pasy ruchu w każdym kierunku.
Na trasie ulicy zainstalowane są 4 sygnalizacje świetlne:
- Skrzyżowanie z ulicą Wilczyńskiego
- Skrzyżowanie z ulicą Barcza
- Skrzyżowanie z ulicą Wańkowicza
- Skrzyżowanie z ulicą Synów Pułku

W pobliżu V Liceum Ogólnokształcące oraz skrzyżowania z ulicą Wańkowicza umieszczone są fotoradary, rejestrujące łamiących przepisy kierowców.